# Prato Sport Club 1925-1926
Questa voce raccoglie le informazioni riguardanti il Prato Sport Club nelle competizioni ufficiali della stagione 1925-1926.

## Rosa
| N. |                   | Ruolo | Calciatore     |
| -- | ----------------- | ----- | -------------- |
|    | Italia (bandiera) | C     | Antonio Bacci  |
|    | Italia (bandiera) | D     | Enrico Bertini |
|    | Italia (bandiera) | D     | Dino Canestri  |
|    | Italia (bandiera) | A     | Ettore Chenet  |
|    | Italia (bandiera) | D     | Mazzino Chiti  |
|    | Italia (bandiera) | D     | Nello Corti    |
|    | Italia (bandiera) | A     | Alberto Cuttin |
|    | Italia (bandiera) | A     | Mario Gelada   |
|    | Italia (bandiera) | P     | Wisman Gori    |

| N. |                    | Ruolo | Calciatore            |
| -- | ------------------ | ----- | --------------------- |
|    | Italia (bandiera)  | C     | Osvaldo Mazzei        |
|    | Italia (bandiera)  | A     | Giovanni Mazzoni      |
|    | Italia (bandiera)  | A     | Corinto Miliotti (I)  |
|    | Italia (bandiera)  | C     | Ubaldo Miliotti (II)  |
|    | Italia (bandiera)  | P     | Loris Nesti           |
|    | Italia (bandiera)  | C     | Mario Paoli           |
|    | Austria (bandiera) | A     | Maximilian Schiffmann |
|    | Italia (bandiera)  | C     | Carlo Voracek         |
|    | Italia (bandiera)  | D     | Gino Zaccagnini       |